# Пузеево (Благовещенский сельсовет)
Пузеево — деревня в составе Благовещенского сельсовета в Воскресенском районе Нижегородской области.

## География
Находится в правобережье Ветлуги на расстоянии примерно 15 километров по прямой на северо-запад от районного центра посёлка Воскресенское.

## История
Упоминается с 1637 года, название связано с марийским именем Пазей (телёнок). Входила в Варнавинский уезд Костромской губернии. В 1925 году было учтено 158 жителей. В советское время работали колхозы «Вторая пятилетка», «Красный рассвет» и им. Ленина.

## Население
Постоянное население составляло 7 человек (русские 100 %) в 2002 году, 6 в 2010.